# Kurt Müller
Kurt Müller, švicarski mecen in zbiratelj, * 1920.
Müller je zdravilišču Rogaška Slatina podaril zbirko grafik.

## Odlikovanja in nagrade
- Valvasorjeva nagrada za leto 1988
- Leta 1996 je prejel častni znak svobode Republike Slovenije z naslednjo utemeljitvijo: »za dejanja v dobro Sloveniji«[2].